# Of Fungi and Foe
Of Fungi and Foe è il secondo album in studio da solista del musicista statunitense Les Claypool, pubblicato nel 2009.

## Tracce
1. Mushroom Men – 3:15
2. Amanitas – 4:27
3. Red State Girl – 3:05
4. Booneville Stomp – 4:57
5. What Would Sir George Martin Do – 5:50
6. You Can't Tell Errol Anything – 3:55
7. Bite Out of Life – 4:34
8. Kazoo – 4:12
9. Primed by 29 – 3:26
10. Pretty Little Song – 4:09
11. Of Fungi and Foe – 1:52
12. Ol' Rosco – 5:58